# 羅綺
羅綺（？—1458年），河南彰德府磁州人，明朝政治人物。明英宗復辟，羅綺因批評明英宗寵信宦官被處斬。

## 生平
宣德四年（1429年）己酉科河南鄉試第二名舉人，五年（1430年）庚戌科三甲第三十名進士。十年（1435年）明英宗即位，授監察御史，巡按直隸、福建，正統九年（1444年）參贊寧夏軍務，同年升大理寺右寺丞，論劾王振黨羽任信、陳斌，十一年（1446年）四月遭到二人報復，下錦衣獄，戍遼東。
景泰元年（1450年）經兵部尚書謙、戶部尚書金濂舉薦，起復原職，升大理寺右少卿，隨李實出使瓦剌，同年明英宗回京後，升刑部左侍郎，二年（1451年）出督雲南、四川軍儲，鎮壓當地叛亂，有政績。
天順元年（1457年）召為都察院左副都御史，因石亨誣陷下獄，謫廣東布政使司參政，二年（1458年）因批評明英宗寵信宦官，刻王振木像下葬示威，被仇人告發，以妖言論斬，籍其家，家屬戍邊，婦女沒入浣衣局。明憲宗即位後，赦其家屬為民，還其資產。